# Гай Светрий Сабин
Вижте пояснителната страница за други личности с името Гай Октавий.
Гай Октавий Апий Светрий Сабин (на латински: Gaius Octavius Appius Suetrius Sabinus) e политик, сенатор и военен на Римската империя в края на 2 и началото на 3 век.

## Биография
Произлиза от фамилията Октавии от Histornium (днес Васто) в Самниум.
През 193 – 194 г. Сабин е decemvir stlitibus iudicandis, квестор 201 г., народен трибун 203 г., претор (praetor de liberalibus causis) 206 г. През 207 г. e легат в Африка, curator viarum viae Latinae novae  на Виа Латина Нова 209 – 210 г., iuridicus per Aemiliam et Liguriam на Емилия и Лигурия 210 – 211 г., легат на XXII легион Фортуна Първородна през 211 – 213 г. в Горна Германия. От октомври до декември 213 г. е легат (legatus Augusti pro praetore) на Реция. Придружава като comes император Каракала с XI Клавдиев легион (dux vexillationis legionis XI Claudiae) в германския му поход през 213 г. От октомври до декември 213 г. той става легат (legatus Augusti pro praetore) на Реция. 
През 214 г. Сабин е консул заедно с Луций Валерий Месала по времето на император Каракала. През 215 – 216 г. е префект alimentorum на Италия, през 216 – 217 г. е легат на Долна Панония, докато през април 217 г. Макрин го извиква обратно. Около 230 г. е проконсул на Африка. През 240 г. Сабин е за втори път консул. Колега му е Рагоний Венуст. Сабин е също понтифекс и авгур.